# Chionaema subornata
Chionaema subornata är en fjärilsart som beskrevs av Walker 1854. Chionaema subornata ingår i släktet Chionaema och familjen björnspinnare. Inga underarter finns listade i Catalogue of Life.